# Falcileptoneta caeca
Falcileptoneta caeca là một loài nhện trong họ Leptonetidae.
Loài này thuộc chi Falcileptoneta. Falcileptoneta caeca được T. Yaginuma miêu tả năm 1972.